# Guillermo Rubén Bongiorno
Guillermo Rubén Bongiorno (né le 29 juillet 1978 à Mar del Plata) est un coureur cycliste argentin.

## Biographie
Guillermo Rubén Bongiorno commence sa carrière professionnelle en 2003 dans l'équipe italienne Ceramiche Panaria
CSF Group Navigare. Bon sprinter, il remporte sa première victoire dès février 2003 au Tour de Langkawi devant Graeme Brown et Stuart O'Grady. Il réalise sa meilleure saison en 2005 avec huit succès, et termine l'année en 33e place de l'UCI Europe Tour.

## Palmarès sur route

### Par années
- 1999
  - Criterium de Apertura
  - Grand Prix Campagnolo
- 2000
  - 1re étape de la Doble Bragado
- 2001
  - 6e étape de la Doble Bragado
  - Mémorial Vincenzo Mantovani
  - Gran Premio Sannazzaro
  - 2e du Gran Premio Fiera del Riso
- 2002
  - Grand Prix Ceda
  - Mémorial Giuseppe Polese
  - Circuito Silvanese
  - Circuito Mezzanese
- 2003
  - 10e étape du Tour de Langkawi
- 2004
  - 10e étape du Tour de Langkawi
- 2005
  - 2e, 6e étapes du Tour de Langkawi
  - 1rea étape de la Semaine internationale Coppi et Bartali
  - Tour de la province de Reggio de Calabre
  - 1re étape de la Semaine cycliste lombarde
  - 2ea étape du Brixia Tour
  - 1re étape du Regio-Tour
  - Grand Prix de la ville de Misano Adriatico
- 2006
  - 2e étape du Tour de Langkawi
- 2008
  - 1re étape du Tour de Turquie[2]
  - 1re et 4e étapes du Tour du Danemark
- 2009
  - 7e étape du Tour de San Juan
- 2011
  - Prologue du Tour de San Juan
- 2014
  - Gran Premio Hermanos Macchi

### Résultats sur les grands tours

#### Tour d'Italie
1 participation
- 2003 : abandon (6e étape)

### Classements mondiaux
| Année            | 2005 | 2006 | 2007 | 2008 | 2009 |
| ---------------- | ---- | ---- | ---- | ---- | ---- |
| UCI America Tour |      |      |      |      | 281e |
| UCI Asia Tour    | 19e  | 89e  | 120e |      | 143e |
| UCI Europe Tour  | 33e  |      |      | 225e |      |
| UCI Oceania Tour | 14e  |      |      |      |      |

## Palmarès sur piste

### Championnats du monde
- Ballerup 2002
  - 11e du scratch[11].